# Pont de Kanavino
Le pont de Kanavino (russe : Кана́винский мост) est l'un des ponts de Nijni Novgorod en Russie. C'est le premier à avoir été construit de manière permanente pour traverser l'Oka et relier les deux parties de la ville, celle du centre historique (partie haute) et celle au-delà du fleuve  (Zaretchié, partie basse) où se trouvait autrefois la foire de Nijni Novgorod. Auparavant il y avait un pont de bois sur pontons et barges installé au début du XIXe siècle. Construit de 1930 à 1933, le pont de Kanavino s'appelait à l'origine pont Pakhomov,, puis il fut renommé en pont de l'Oka, avant de prendre son nom actuel d'après l'arrondissement de Kanavino (partie basse au-delà du fleuve) qu'il rejoint.

## Caractéristiques techniques
Le pont mesure 795,5 mètres de longueur et  23,6 mètres de largeur. Il possède six travées arquées métalliques d'une portée estimée à 121,0 ont. L'un des piliers est situé dans la partie nord de l'île des Sables de Grebnevo qui sépare le canal de Grebnevo. 
Le tramway traversait le pont jusqu'en 2009, date à laquelle les lignes de tramway ont été déviées sur le pont de Molitovka. Les piétons peuvent s'engager sur les trottoirs du pont. Les lignes d'autobus A-3, A-19, A-26, A-41, A-43, A-52, A-61, A--90 et A-95 utilisent également le pont, ainsi que plusieurs lignes de minibus collectifs et bien sûr les véhicules automobiles.
Il a été restauré plusieurs fois et entièrement refait en 2010.

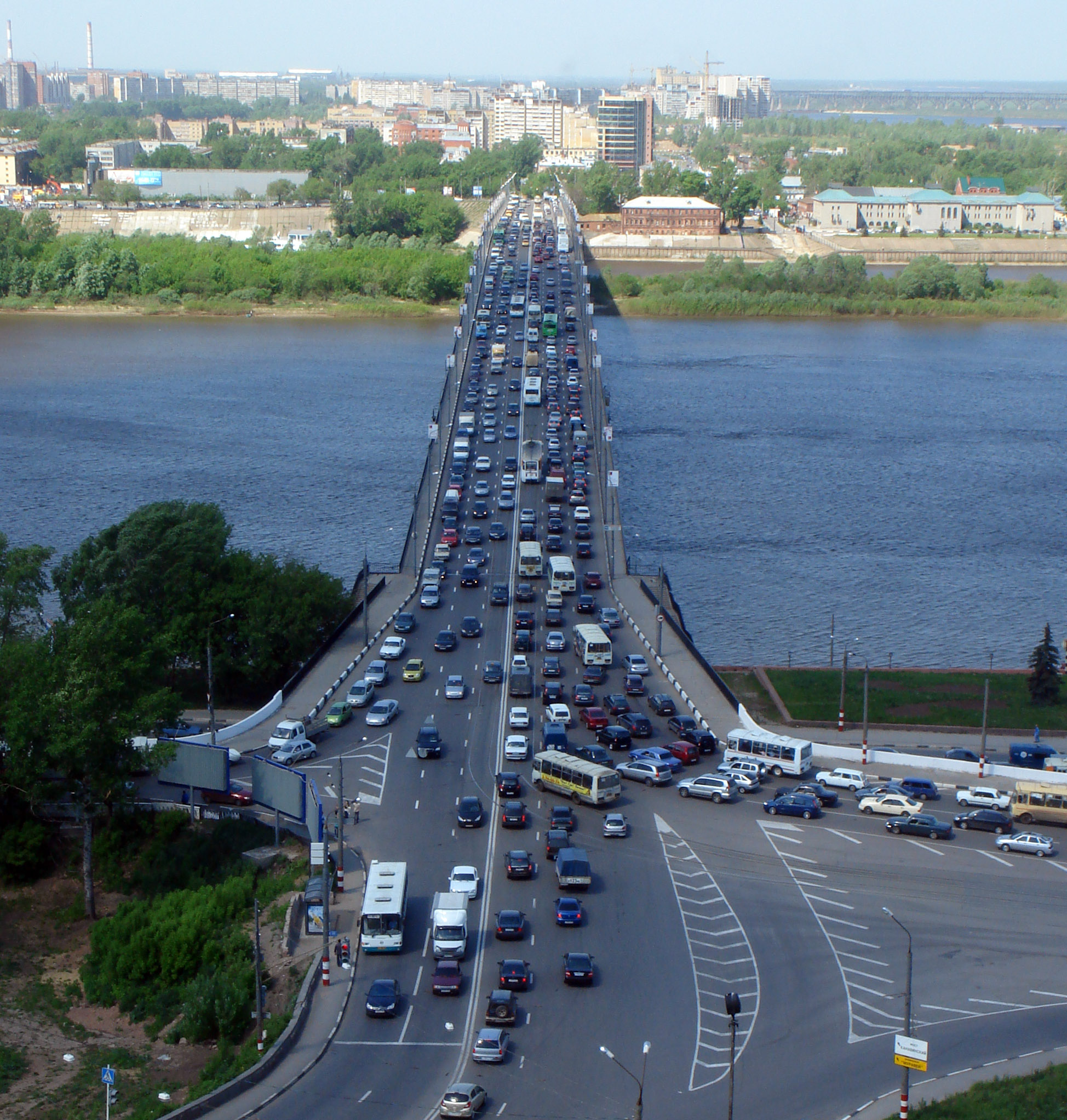
Vue du pont embouteillé en 2008.
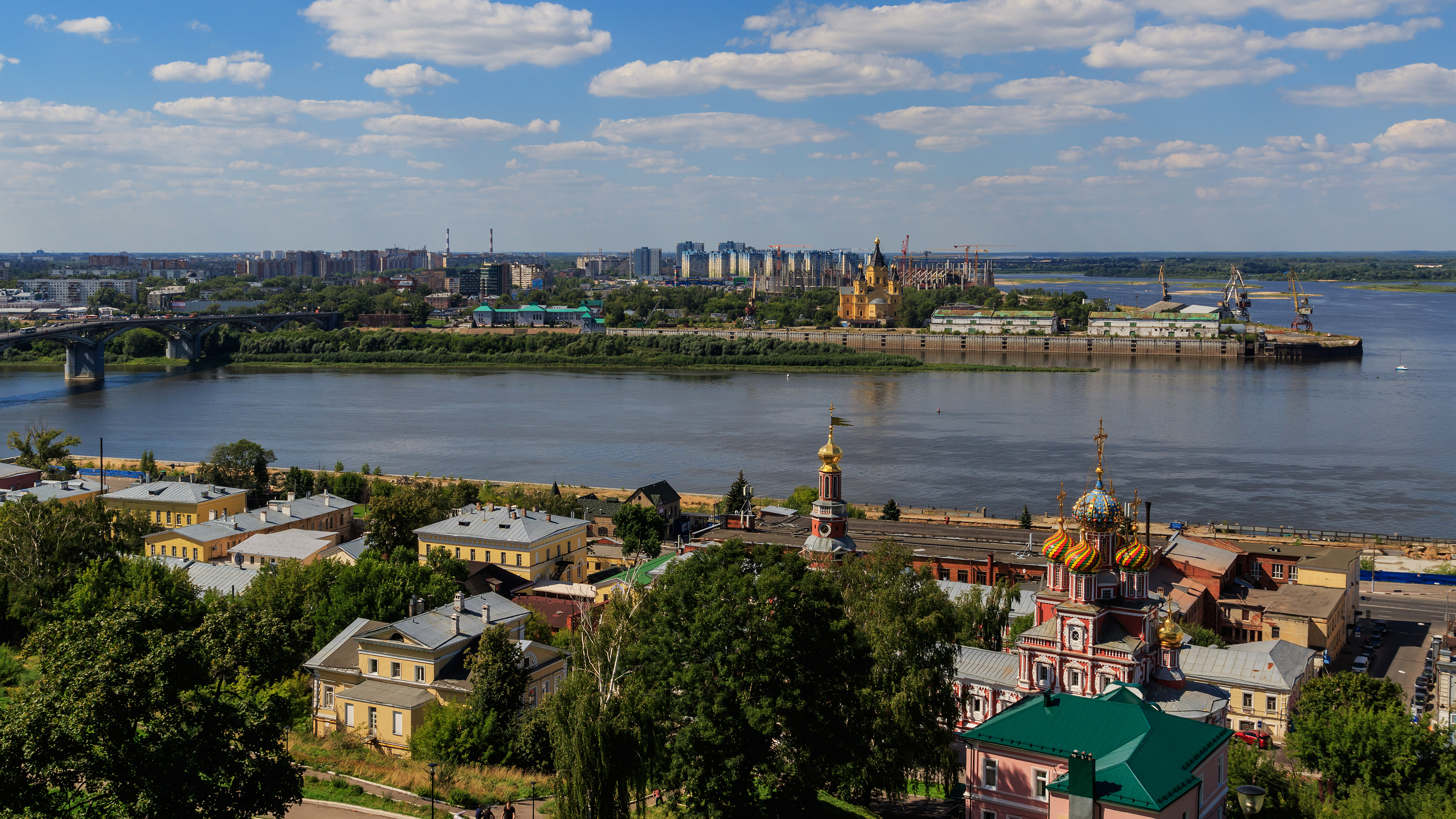
Le pont est à gauche avec au fond la Strelka et devant l'église de la Nativité.
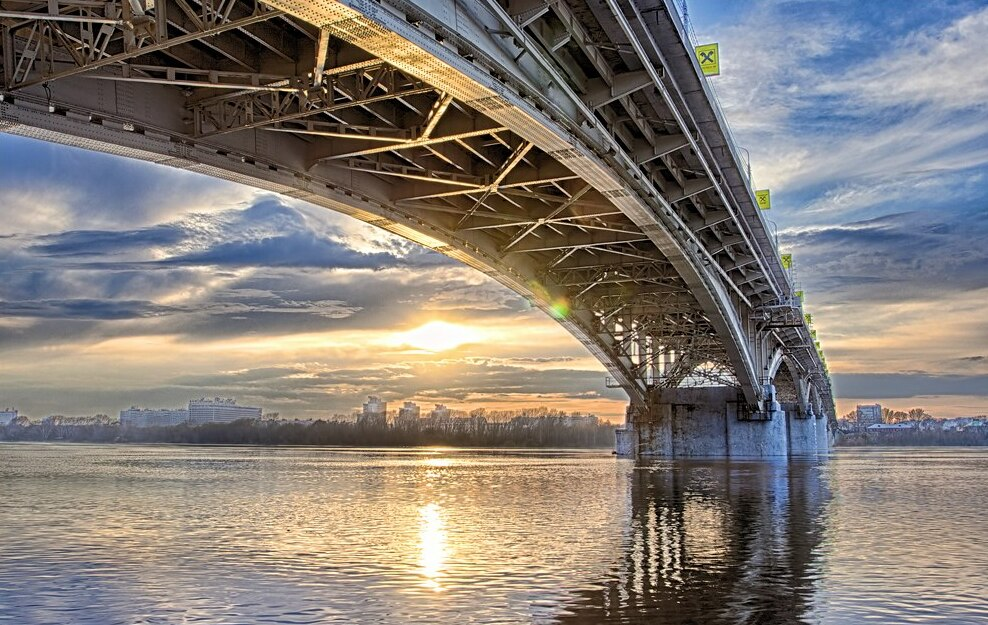
Vue d'en bas.